# České dráhy
 (janvier 2013).
Si vous disposez d'ouvrages ou d'articles de référence ou si vous connaissez des sites web de qualité traitant du thème abordé ici, merci de compléter l'article en donnant les références utiles à sa vérifiabilité et en les liant à la section « Notes et références ».
České dráhy (ČD) est le plus important opérateur ferroviaire en Tchéquie. L'entreprise est créée le 1er janvier 2003 sous la forme d'une société par actions quand la société d'État a été séparée entre une société commerciale qui porte le même nom qu'auparavant et un établissement public l'Office de la maintenance du réseau ferré (Správa železnic (SŽDC)).

## Histoire
Les Chemins de fer tchèques sont le résultat de plus de 160 ans d'histoire du chemin de fer en Bohême. En 1827, la seconde ligne de chemin de fer d'Europe entre České Budějovice et Linz est inauguré. En 1839, le premier chemin de fer à vapeur entre Vienne et Břeclav voit à son tour le jour sur une ligne qui existe encore, la Nordbahn. Le premier train électrique ne circulera qu'en 1903. La compagnie des Chemins de fer tchécoslovaques (Československé státní dráhy ou ČSD) est créée en 1918 à la suite de l'effondrement de l'Autriche-Hongrie. Le premier EuroCity circule en 1991 sur le réseau des ČSD. En 1993, la Tchécoslovaquie disparait et České dráhy (ČD) voit le jour. La même année débute une rénovation profonde du réseau ferroviaire.
En 2003, les ČD sont transformés en société par actions sans pour autant être privatisés. En 2005, le Pendolino entre en service.

## Organisation

### Fret
ČD Cargo est la division des chemins de fer tchèques spécialisée dans le fret ferroviaire. Elle se concentre sur les matières premières, les produits semi-finis et le transport de conteneurs. Le transport des produits est peu flexible et peu compétitif. ČD Cargo se place en cinquième position des transporteurs cargo ferroviaire en Europe.